# セミノール

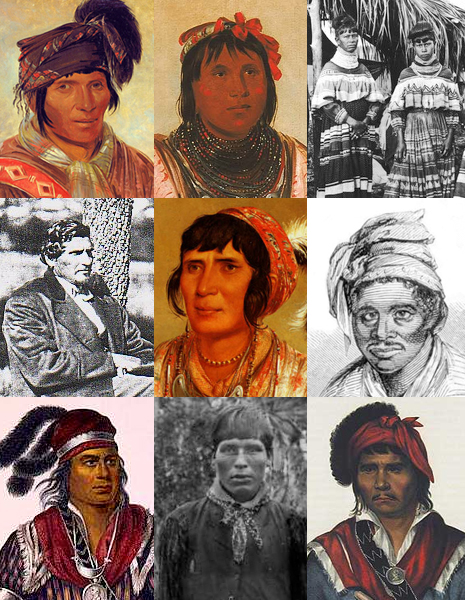
セミノール

セミノール（Seminole）は、もともとはフロリダ州のインディアンで、現在はその州とオクラホマ州に住んでいる。セミノールは18世紀に出現し、ジョージア州、ミシシッピ州、アラバマ州、そしてフロリダ州から来たインディアンで構成され、もっとも著しく多かったのはクリーク族で、サウス・カロライナ州とジョージア州の奴隷制度から逃亡してきたアフリカ系アメリカ人と同じくらい多かった（→『ブラック・セミノール』を参照）。およそ3,000人のセミノールが、オクラホマ州のセミノール居住区を含むミシシッピ川以西に強制移住させられたが、彼らは独自に新しいメンバーを引き入れた。大体、300から500のセミノール達は、フロリダ州のエバーグレーズとその周辺に留まって戦った。フロリダ州のセミノールに対する一連の戦争では、約1,500人の米国の兵士が戦死した。しかし、正式な平和条約は彼らと結ばれることはなく、彼らはアメリカ政府との闘争を諦めなかった。このため、フロリダ州のセミノールたちは、「征服されなかった人々」と自称する。
マスコギ語族のセミノール語（マスコギ語、ミカスキ語）を話す。
今日、セミノールは彼ら自身の土地で主権を握り、経済はタバコ、観光、カジノを基盤にしている。また、「セミノール」という、フロリダ州立大学の体育チーム（ニックネーム）もある。

## 初期の歴史
16世紀のスペインの征服の後、フロリダのインディアンは疾病によって激減し、1763年にフロリダがイギリスの支配下になると、数少ない生存者はスペイン人によってキューバに連れて行かれたと言われている。
18世紀、ロウワー・クリーク・ネーションの人々は、優勢であったアッパー・クリークから逃れるためにフロリダへ移住し始め、残り少ないインディアンと合流した。そこには当時ヤマシー戦争の後に到着していたユチ（w:Yuchi）、ヤマシー（w:Yamasee）、その他の部族のような避難民もいた。クリーク語（w:Creek language）の単語のsimano-liから借用したスペイン語の"cimarrón"（"野蛮な"、または"逃亡"を意味する）を適用し、彼らは「セミノール」と呼ばれるようになった。セミノールは、ジョージアから来たロウワー・クリーク族が大部分で、ミカズキ語（w:Mikasuki language）を話すマスコギ語族、逃亡したアフリカ系アメリカ人奴隷、それからより少ない程度で白人のヨーロッパ人と他の部族のインディアンで成り立った、異人種からなる部族だった。統合されたセミノールは、クリーク語とミカズキ語（現在のヒチティ（w:Hitchiti）語に似ている）の二つの言語を話し、これらはチョクトーやチカソーも含むマスコギ語族の中の、二つの異なる言語であった。現代のフロリダ州ミカズキ・インディアン部族（w:Miccosukee、口頭の発音では「ミカズキ」）が、今日の彼らの分離したアイデンティティを保持しているのは、主にこの言語によるものである。
当初セミノールはスペインとイギリス共に仲のよい間柄だった。1784年、アメリカ独立戦争後の条約は、フロリダのすべてをスペインの支配に戻した。しかし、スペイン帝国の衰退で、セミノールはフロリダのより奥深くに居住する事ができた。
第二次セミノール戦争後に、セミノールの大多数がインディアン準州（現在のオクラホマ）へ強制移住させられるまで、セミノールは18世紀にカウキーパー（w:Cowkeeper）が建てた酋長国に率いられた。

## セミノール戦争

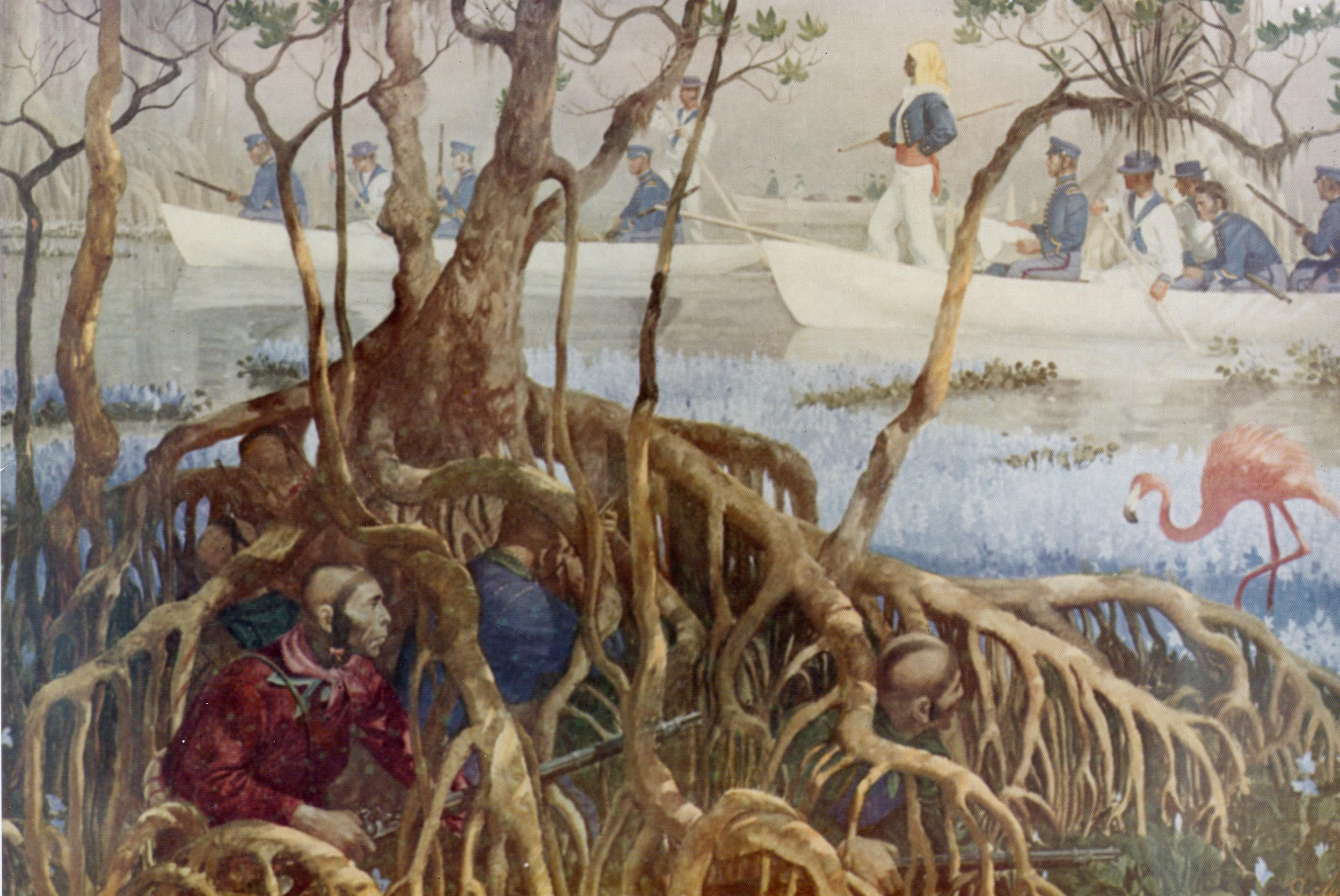
セミノールを探すアメリカ軍

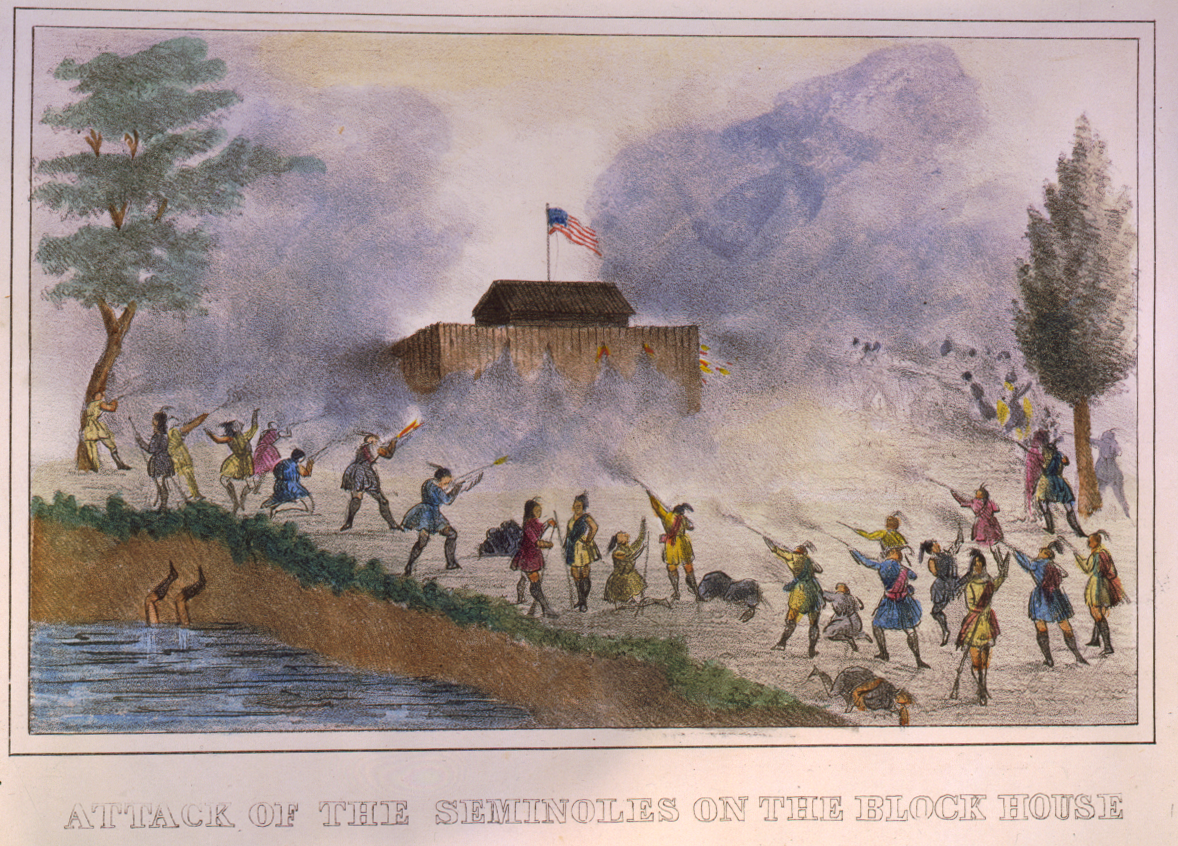
米軍の要塞に攻撃を加えるセミノール

スペイン人入植者がインディアンの町を攻撃した後、フロリダを拠点としたインディアンは、ジョージアの入植地を、おそらくスペインの命令によって襲い始めた。合衆国陸軍は逃亡奴隷を奪回するため、次第にスペイン領地への頻繁な侵入を引き起こし、この中には、アンドリュー・ジャクソンによるセミノール・インディアンに対する1817年から1818年の作戦（第一次セミノール戦争）も含まれた。 この戦争の後、合衆国は東フロリダを事実上支配した。
アダムズ＝オニス条約は1819年に米国とスペインの間で合意され、1821年に実効された。その条約の条項によって、合衆国はフロリダを獲得し、それと引き換えにテキサスのすべての主張を放棄した。アンドリュー・ジャクソンがフロリダ軍事知事に選ばれた。条約の後、アメリカ人入植地が増加するにつれて、フロリダのインディアンの土地から彼らを追放する連邦政府の圧力は大きくなった。多くのインディアン部族は逃亡奴隷をかくまい、入植者はインディアンの土地への接近手段を望んだ。ジョージアの奴隷所有者たちもまた、セミノールとともに住んでいる「マルーン」と逃亡奴隷（現在ブラック・セミノールとして知られる）を奴隷制に戻すことを望んだ。
1832年、合衆国政府はセミノールの酋長数名とペインズランディング条約を調印し、彼らが自発的にフロリダを離れた場合にミシシッピ川以西の土地を約束した。残りのセミノールは戦争の準備をした。白人入植者は、必要ならば強制的に、インディアンすべてを移住させるように政府に圧力をかけた。1835年、合衆国陸軍が条約の行使のために到着した。セミノールの指導者のオセオラは、第二次セミノール戦争中、はるかに劣勢の反乱軍を率いた。約4,000名のセミノール・インディアンと800名の仲間のブラック・セミノールの人口を利用し、1837年セミノールは、当初6,000名から武力配置のピークには9,000名に達した合衆国陸軍と民兵部隊の連合に対抗するべく、多くても1,400名の戦士を召集した（アンドリュー・ジャクソンは900名のみと見積もった）。生き残るために、セミノールの同盟は奇襲をかけるゲリラ戦術を採用し、合衆国軍に圧倒的な影響をもたらした。オセオラは1837年、休戦中の交渉時に捕らえられた。彼は一年も経たないうちに捕虜のまま死んだ。彼の遺体は首のないまま埋められた。
ハレック・トゥステヌギー、ジャンパー、あるいはブラック・セミノールのエイブラハムやジョン・ホースのような他の戦時酋長らは、軍に対して抵抗を続けた。1842年、10年もの戦闘の後にやっと戦争は終わった。合衆国政府は、当時の天文学的金額である2000万ドルを戦争に費やしたと見積もられている。多くのインディアンは強制的にミシシッピ川の西のクリーク族の土地に追放され、その他の者はエヴァーグレーズに撤退した。 結局、政府はエヴァーグレーズの要塞にいるセミノールを支配下におく事を諦め、100名未満のセミノールが穏やかに放置された。

## 今日のセミノール・ネーション
合衆国の2000年の国勢調査で, 12,431名の人々が人種的には単にインディアンで唯一セミノール部族に属していると報告されている。さらに15,000名の人々がその他の部族の所属または人種と混合したセミノールと自認している。
オクラホマ州セミノール・ネーションはおよそ6,000名の登録した成員がいて、14の団に分かれている。うち二つは、自身を逃亡奴隷の子孫と見なしているため「解放奴隷の団」（ブラック・セミノールとも）と呼ばれている。団の成員は母系で、子供たちは彼らの母親の団の成員となる。この集団は各団から2名の成員が選出された評議会に統治される。首都はオクラホマ州ウェウォカにある。フロリダ州セミノール部族とフロリダ州ミカズキ・インディアン部族は、1957年と1962年にそれぞれ合衆国政府と契約を結び、部族の土地に対する彼らの主権の承認と、収奪された領土への補償金の同意を取り付けた。それ以来、部族は免税のタバコの販売、観光と賭博に大きく委ねた経済を発展させてきた。2006年12月7日、彼らはレストラン・チェーンのハードロックカフェを買収した。 フロリダ州ミカズキ・インディアン部族は、フロリダ州セミノール部族には不満なフロリダ州のセミノール・コミュニティの住民によって1960年代に形成された。彼らは主にミカズキ語を話す チアハ、またはアッパー・チハウの末裔で、クリーク語を話すセミノールの大多数とは対照的に、もともとテネシー・ヴァレーに住んでいた。ミカズキ部族は、マイアミの西およそ45マイルの、エヴァーグレーズ国立公園の北の境界に33エーカーの保留地を構えている。
1920年代に南フロリダの観光が活況を呈した時、セミノールはアメリカワニの格闘ショーを現金化した。1979年、セミノールは最初のカジノを居留地に開き、後に全国の数々の部族が経営する数十億ドル規模の産業インディアン・カジノの先駆けとなった。さらに近年、ミカズキ部族はカジノ、リゾート地、ゴルフ場、いくつかの博物館、そして「インディアン・ヴィレッジ」の所有と経営で自らを維持してきた。「インディアン・ヴィレッジ」では、セミノールは彼らの文化を人々に教えるため伝統的なコロンブス以前の生活様式を展示している。「セミノール」の名をもらった人はフロリダでは一般的で、フロリダ州セミノール郡は彼らにちなんで名付けられ、もうひとつ、セミノールの指導者オセオラにちなんだフロリダ州オセオラ郡がある。フロリダ州ピネラス郡にはセミノールという名の都市もある。

## 註
1. ↑  "Florida State Can Keep Its Seminoles" from The New York Times
2. ↑  Covington, James W. 1993. The Seminoles of Florida. Gainesville, Florida: University Press of Florida. ISBN 0-8130-1196-5. Pp. 145-6
3. ↑  Hard Rock Purchase